# Departamento de Corpen Aike
Departamento de Corpen Aike är en kommun i Argentina.   Den ligger i provinsen Santa Cruz, i den södra delen av landet, 1 900 km sydväst om huvudstaden Buenos Aires.
Trakten runt Departamento de Corpen Aike består i huvudsak av gräsmarker. Trakten runt Departamento de Corpen Aike är nära nog obefolkad, med mindre än två invånare per kvadratkilometer.